# Yamasaki Naomasa
Yamasaki (Naokata) Naomasa (japanisch 山崎 直方; * 10. März 1870 in der Präfektur Kōchi; † 26. Juli 1929) war ein japanischer Geograph und Geologe. Er war einer der Begründer der wissenschaftlichen Geographie in Japan.

## Leben
Yamasaki begann seine akademische Karriere in der Petrologie und Vulkanologie. Seine frühe Forschungstätigkeit beschrieb die historische Entwicklung der Vulkane Japans, deren topographische Strukturen sowie die petrographische Zusammensetzung des vulkanischen Materials. Seine deskriptiven Studien über die japanische Vulkanlandschaft waren Ausgangspunkt zahlreicher geomorphologischer Untersuchungen. Nach seinem Geologiestudium an der Universität Tokio studierte Yamasaki zwischen 1898 und 1901 unter Albrecht Penck und Johannes Justus Rein Geographie in Wien und Bonn. Beeinflusst durch Penck und seinen bahnbrechenden Eiszeitstudien, veröffentlichte Yamasaki unmittelbar nach seiner Rückkehr nach Japan im Jahr 1902 einen bedeutsamen Beitrag zur japanischen Vergletscherungsgeschichte. Darin wies er aufgrund existierender glazialmorphologischer Relikte (z. B. Kritzungen) auf die Existenz früherer Gletscher in den Japanischen Alpen hin. Yamasakis Ideen wurden zunächst mit der Begründung abgelehnt, dass sämtliche in Japan entdeckten quartären Fossilien Warmwasserlebewesen waren. Erst im Jahr 1931 nach einer Publikation von Takuji Ogawa über die Vergletscherung Japans herrschte unter den führenden Geologen des Landes Einigkeit über die frühere Existenz von Gletschern.  Yamasaki fand Zeit seines Lebens keine Gletscher in Japan, wurden die ersten als Gletscher klassifizierbaren Eismassen Japans erst im Jahr 2012 in den nördlichen Japanischen Alpen entdeckt.
Yamasaki war zudem tätig auf dem Gebiet der Tektonik. Er untersuchte nach dem großen Kantō-Erdbeben 1923 die Charakteristika der seismischen Landdeformation. Er stellte dabei die große Ähnlichkeit zu bestehenden geologischen Strukturen in der Region fest. Yamasaki untersuchte dabei Landdeformationen, die nicht durch Erdbeben hervorgerufen wurden. Dabei stellte er die Theorie auf, dass die Erdkruste während Erdbeben akut Veränderungen unterworfen ist, während chronische Krustendeformationen in aseismischen Zeitabschnitten erfolgen und damit tektogenetisch zusammenhängen.

## Bedeutung für wissenschaftliche Geographie in Japan
Nach seinen bedeutsamen Studien zur Gletschergeschichte Japans wurde er 1911 der erste Professor des neu gegründeten Instituts für Geographie an der Universität Tokio. Yamasaki war zudem erster Präsident der 1925 gegründeten Japanischen Geographischen Gesellschaft. Er war Herausgeber der 10 Bände umfassenden Erdkunde von Japan. Diese ist eine der ersten umfassenden wissenschaftlichen Werke über die Geographie Japans. Zahlreiche seiner Schüler (u. a. Tsujimura Taro, Tada Fumio, Watanabe Akira, Ishida Ryujiro) hatten großen Einfluss auf die universitäre Geographie Japans bis spät in das 20. Jahrhundert hinein. Durch seine Errungenschaften gilt Yamasaki als einer der Begründer der wissenschaftlichen Geographie Japans. 1925 wurde er in die Japanische Akademie der Wissenschaften aufgenommen.